# گیلوخیپا
گیلوخیپا (انگلیسی: Gilukhipa؛ ‏عربی مصری: جليوخيبا)  یا در زبان هوری کیلو-هیپا (Kilu-Hepa)، یا در زبان مصری باستان کیرگیپا (Kirgipa)  شاهدخت پادشاهی میتانی بود. او دختر شوت‌تارنای دوم پادشاه میتانی و خواهر ﺗﻮﺷﺮﺍﺗﺎ بود.
گیلوخیپا به دلایل سیاسی، به مصر فرستاده شد تا با آمنهوتپ سوم ازدواج کند. فرعون مصری به مناسبت ازدواجش با گیلوخیپا در دهمین سال سلطنت خود (حدود ۱۳۷۸ تا ۱۳۷۶ ق. م) شماره ویژه ای از اسکراب‌های یادبود تهیه کرد، جایی که او در آن ثبت کرد که شاهدخت توسط ۳۱۷ بانوی منتظر، و زنانی از اهل بیت کاخ سلطنتی پادشاه میتانی اسکورت شد.